# ای‌ام‌دی اف‌ایکس
ای. ام. دی اف‌ایکس (انگلیسی: AMD FX) یک مجموعه از ریزپردازنده‌های پیشرفته از شرکت ای‌ام‌دی است که برای رایانه‌های شخصی و در سال ۲۰۱۱ عرضه گردید. ادعا شده که این مجموعه شامل اولین پردازنده‌های ۸ هسته‌ای رایانه‌های رومیزی از جانب شرکت ای‌ام‌دی هستند